# Joseph Pradel

Joseph Pradel

Joseph Pradel (* 29. Juni 1888 in Bergbrück-Tasdorf, Kreis Niederbarnim; † 17. Februar 1967 in Aachen) war ein deutscher Politiker der Zentrumspartei.

## Leben und Wirken
Joseph Pradel besuchte die Volksschule in Staßfurt im Kreis Kalbe und das Gymnasium in Erfurt. Er studierte Geschichte, Anglistik, Deutsch, Latein und Religion an der Philosophisch-Theologischen Fakultät in Paderborn und an den Universitäten in Münster, Jena und Göttingen. Seit 1907 war er Mitglied der katholischen Studentenverbindung KDStV Sauerlandia Münster. Später legte der die Staatsexamina für das höhere Lehramt ab und absolvierte ein Vorbereitungsjahr am Gymnasium in Erfurt. Anschließend arbeitete er als Studienrat in Heiligenstadt.
1914 zog Pradel als Kriegsfreiwilliger in den Ersten Weltkrieg. Er wurde in den Kämpfen bei Le Maisnil schwer verwundet und geriet in englische Kriegsgefangenschaft. 1916 wurde er als Schwerverwundeter in die Schweiz ausgetauscht. Im Auftrag der deutschen Gesandtschaft gründete Pradel eine deutsche Privatschule in Bern. Nach seiner Rückkehr nach Deutschland 1918 war er am Realgymnasium in Magdeburg als Lehrer tätig. Es folgten Lehrtätigkeiten am Oberlyzeum der Schulschwestern in Heiligenstadt und, ab 1922, an der staatlichen Aufbauschule in Heiligenstadt. Daneben unternahm er eine Reise nach Großbritannien zum Studium der dortigen Verhältnisse.
Nach dem Krieg begann Pradel sich außerdem verstärkt in der katholischen Zentrumspartei zu engagieren. Er wurde Vorsitzender des Zentrums in Thüringen und Mitglied des Reichsparteiausschusses der Zentrumspartei sowie Vorstandsmitglied des Preußischen Landesverbandes der Partei. Bei der Reichstagswahl im Juli 1932 wurde Pradel als Kandidat seiner Partei für den Wahlkreis 12 (Thüringen) in den Reichstag gewählt, dem er in der Folge bis zum November 1933 angehörte. Das wichtigste parlamentarische Ereignis, an dem Pradel während seiner Abgeordnetenzeit teilnahm, war die Verabschiedung des Ermächtigungsgesetzes, das unter anderem auch mit Pradels Stimme beschlossen wurde.